# Kúnos László
Kúnos László (Budapest, 1947. április 19. –) József Attila-díjas magyar műfordító, szerkesztő, egyetemi tanár. Kúnos Ignác unokája, Kúnos György testvére.

## Életpályája
Szülei Kunos István (1901–1991) orvos és Kálmán Gabriella Margit. 1967–1972 között az ELTE Bölcsészettudományi Kar (ELTE BTK) hallgatója volt. 1972-től 15 évig az ELTE BTK angol tanszékén dolgozott tanársegédként, majd címzetes egyetemi docensként; angol művészetet és építészetet tanít. 1982–1993 között a Magyar PEN Club titkára, 1987–2003 között a Corvina Könyvkiadó idegen nyelvű főszerkesztője, 2004-től 2020-ig a Corvina Könyvkiadó igazgatója volt.
Műveket fordít angol, svéd, dán és norvég nyelvből.

## Magánélete
1973-ban házasságot kötött Fekete Gabriellával. Két gyermekük született; Linda (1977) és Dániel (1981).

## Műfordításai
- Eyvind Johnson: Rózsák és lángok (regény, 1976)
- Harry Martinson: Messzi volt Klockrike (regény, 1977)
- Amikor Erósz megöregszik. Dán elbeszélők (27 elbeszélés, 1978)
- Ingmar Bergman: Rítus, Szenvedély, Színről színre (1979)
- August Strindberg: Álomjáték (dráma, 1980)
- Ingmar Bergman: A bábok életéből (filmdráma, 1980) (ez volt az alapja a Jelenetek a bábuk életéből c. Bergman-filmnek)
- A bűvös síp. Norvég elbeszélők (12 elbeszélés, 1981)
- Ronald Sukenick: Sodrás, A madarak (2 novella, 1982)
- Göran O. Eriksson: Párizsi élet (dráma, 1982)
- August Strindberg: Kísértetszonáta (1984)
- Ingmar Bergman: Fanny és Alexander (filmregény, 1985)
- Bruno Bettelheim: A mese bűvölete és a bontakozó gyermeki lélek (1985, 1988, 1994, 2000, 2005, 2008, 2011, 2013)
- Per Olov Enquist: Strindberg – Életjáték (regény, 1987)
- Thinsz Géza: A kétlaki (rádiójáték, 1987)
- Erland Josephson: Egy nyári éj Svédországban (hangjáték, 1988)
- Ingmar Bergman: Laterna magica (regény, 1988, 2007, 2011)
- D. M. Thomas: A fehér hotel (regény, 1990)
- Henrik Ibsen: A vadkacsa (dráma, 1991)
- August Strindberg: Bertha és Axel (dráma, 1991)
- Ingmar Bergman: Lelki ügy (hangjáték, 1991)
- John Berger: Picasso és az erogén zóna (tanulmány, 1992)
- Ingmar Bergman: Képek Európa (1992)
- Barbro Lindgren: Kukacmatyi (színdarab, 1992)
- Kierkegaard-kabaré (részletek, 1992)
- Ingmar Bergman: A legjobb szándékok (regény, 1993, 2012)
- Tor Age Bringsvaerd: Az égi koffer (hangjáték, 1993)
- Henrik Ibsen: Rosmersholm (dráma, 1993)
- Ingmar Bergman: Vasárnapi gyerekek (regény, 1994, 2012)
- Ulf Peter Hallberg: A végérvényes perspektíva (interjú, 1994)
- Henrik Ibsen: Hedda Gabler (dráma, 1994, 1996, 2002)
- Henrik Ibsen: Ha mi holtak feltámadunk (dráma, 1994)
- Georg Malvius: Elvira Madigan (dráma, 1995)
- Ingmar Bergman: Az ötödik felvonás (drámák, 1995)
- Inger Edelfeldt: Kísértetek (elbeszélés, 1995, 2000)
- Henrik Ibsen: Peer Gynt (dráma, 1996; Rakovszky Zsuzsával közösen)
- August Strindberg: Haláltánc (dráma, 1996)
- Marit Tusvik: Penész (dráma, 1996, 1997, 2001)
- Torun Lian: Plume – a jámbor (dráma, 1996)
- Ingmar Bergman: Öt vallomás (regény, 1996)
- Erling Jepsen: Papagájok (hangjáték, 1996)
- Inger Edelfeldt: Nyár (elbeszélés, 1996)
- Gertrude Stein: A derék Anna (regény, 1997)
- Per Olov Enquist: Hamsun (filmregény, 1997)
- Per Olov Enquist: Képcsinálók (dráma, 1997)
- Henrik Ibsen: Babaház – A vadkacsa (drámák, 1998)
- August Strindberg: Damaszkusz felé 1–2–3. (drámák, 1998)
- August Strindberg: Három dráma (Csak bűnök és bűnök; Húsvét; A pelikán) (1998)
- Morti Vizki: A világítótorony (dráma, 1998)
- Camilla Plum: Mégis, milyen érzés? (esszé 1998)
- Selma Lagerlöf: A Halál kocsisa (regény, 1998)
- Hilda Hellwig: Mi lesz veled, emberke? (dráma, 1999)
- Ludvig Holberg: Jeppe (dráma, 1999)
- Ingmar Bergman: Farkasok órája; Őszi szonáta; A bábok életéből (filmnovellák, 1999)
- Agneta Elers-Jarleman – August Strindberg – Gunnar Edander: A fenegyerek (zenés játék, Rakovszky Zsuzsával közösen, 2000)
- August Strindberg: A színházak válságáról és a zavaros állapotokról (esszé, 2000)
- Agneta Pleijel: Egy tél Stockholmban (regény, 2000)
- Zvi Kolitz: Joszl Rakover beszél az Istennel (elbeszélés, 2000)
- Georg Klein: Anya (esszé, 2000)
- Per Olov Enquist: Az udvari orvos látogatása (regény 2001)
- Georg Klein: Vak akarat és önző DNS (esszék, 2001)
- Henrik Ibsen: Drámák I. (hét dráma, 2001)
- Henrik Ibsen: Kísértetek (dráma, 2002)
- Ingmar Bergman: Hűtlenek (három filmnovella, 2002)
- Per Lysander–Suzanne Osten: Médea gyermekei (dráma, 2003)
- Per Olov Enquist: Lewi útja (regény, Szöllősi Adrienne-nel közösen, 2003)
- Henrik Ibsen: Drámák II. (Brand, Peer Gynt) (Rakovszky Zsuzsával közösen, 2003)
- Ingmar Bergman: Sarabande (filmnovella, 2003)
- Cristina Gottfridsson: Kirúgberúg (színjáték, 2004)
- Per Olov Enquist: A Három Barlang Hegye (regény, 2004)
- Ragnhild Nilstun: Az apuka, aki nem talált haza (színjáték, 2004)
- Astrid Lindgren: Pirosházi történetek (regény, 2005)
- Maria von Rosen–Ingmar Bergman: Három napló (naplók, 2005)
- Hans Christian Andersen: Az árnyék (mesék, 2005)
- Irena Kraus: Mama kerestetik (színjáték, 2006)
- Per Olov Enquist: Blanche és Marie könyve (regény, 2006)
- Caryl Churchill: Kék szív (dráma, 2007)
- Ingmar Bergman: Filmvilág (2007)
- John Mighton: Fél élet (dráma, 2007)
- Alexander Ahndoril: A rendező (regény, 2008)
- Jonas Jonasson: A százéves ember, aki kimászott az ablakon és eltűnt (regény, 2011, 2012, 2013, 2014)
- Per Olov Enquist: Egy másik élet (életrajz, 2011)
- Käbi Laretei: Hová tűnt az a nagy szerelem? (levelek, 2012)
- Jonas Jonasson: Az analfabéta, aki tudott számolni (regény, 2013, 2014, 2015, 2016)
- Stella Kuylenstierna-Andrássy: Ég a puszta – Gróf Andrássy Imréné memoárja (regény, 2015)
- Jonas Jonasson: A száz1 éves ember, aki azon gondolkozott, hogy túl sokat gondolkozik (regény, 2018)

## Díjai, elismerései
- Az Európa Könyvkiadó nívódíja (1985, 1988)
- Wessely László-díj (1989)
- Forintos Díj (1996)
- Hieronymus-díj (2005)
- József Attila-díj (2007)
- A Svéd Királyi Akadémia műfordítói díja (2019)